# 33606 Brandonmuncan
33606 Brandonmuncan este o planetă minoră (asteroid) din centura de asteroizi. A fost descoperită pe 10 mai 1999 la Experimental Test Site⁠(d) de Lincoln Near-Earth Asteroid Research. 
Obiectul prezintă o orbită caracterizată de o semiaxă mare de 2,7748946 UAi, o excentricitate de 0,14, o înclinație de 8,48914 ° în raport cu ecliptica.